# Actifs sous gestion
En finance, les actifs sous gestion, parfois appelé fonds sous gestion, mesurent la valeur totale de tous les actifs financiers que gère une institution financière comme une banque, un fonds commun de placement, société de capital-risque pour le compte de ses clients et eux-mêmes. On les désigne parfois par l'acronyme anglais AUM pour Assets under Management.

## Utilisation
Les actifs sous gestion (AUM) constituent une mesure populaire au sein de l'industrie financière de la taille et de la réussite d'une société de gestion de placements. Les méthodes de comptabilisation peuvent cependant varier d'un secteur ou d'une entreprise à l'autre.
D'une manière générale, les sociétés de gestion d'actifs facturent à leur client un pourcentage de ces actifs, de telle manière qu'une fois le taux moyen connu il est possible de déterminer la taille de leurs revenus. La structure des frais de gestion dépend du contrat entre chaque client et le gestionnaire des fonds. 
Le volume des actifs sous gestion augmente ou diminue régulièrement avec le temps, lorsque la performance du gestionnaire est positive, ou lorsque de nouveaux clients (et de nouveaux fonds) arrivent. À l'inverse, ce volume peut également évoluer de manière négative sous l'effet d'une mauvaise gestion, la clôture d'un fonds, ou le départ de clients.